# John Levén
John Gunnar Levén (* 25. října 1963 Stockholm, Švédsko) je baskytarista švédské hard rockové skupiny Europe. Levén a Joey Tempest jsou jedinými členy, kteří hráli na všech studiových albech Europe.
Když bylo Levénovi 7 let, přestěhovala se jeho rodina na předměstí Stockholmu do Upplands Väsby, kde většina členů Europe vyrůstala. Do skupiny ho v roce 1981 pozval John Norum, a vystřídal tak Petra Olssona. V roce 1982 vystřídal Marcela Jacoba v skupině Yngwieho Malmsteena a Marcel Jacob ho zase nahradil v Europe. Tato výměna ovšem trvala jen asi tři měsíce, protože Léven měl osobní problémy s Malmsteenem. V roce 1985 po slyšení starého Tempestova riffu navrhl že by měl Tempest napsat píseň založenou na tomto riffu. Výsledkem byl "The Final Countdown".
Po rozpadu Europe v roce 1992 Levén spolupracoval s kapelami jako Brazen Abbot, Clockwise, Last Autumn's Dream, s Johnem Norunem nebo Glennem Hughesem
V roce 2006 Levén s Tempestem napsal singl "Always the Pretender" z alba Secret Society
Levén je rozvedený a má dva syny, Alexe a Daniela

## Diskografie
- Europe - Europe (1983)
- Europe - Wings of Tomorrow (1984)
- Europe - The Final Countdown (1986)
- Europe - Out of This World (1988)
- Europe - Prisoners in Paradise (1991)
- Glenn Hughes - From Now On... (1994)
- Glenn Hughes - Burning Japan Live (1994)
- Thin Lizzy Tribute - The Lizzy Songs (1995)
- Johansson Brothers - Sonic Winter (1996)
- Brazen Abbot - Eye of the Storm (1996)
- Clockwise - Nostalgia (1996)
- Brazen Abbot - Bad Religion (1997)
- Clockwise - Naïve (1998)
- Southpaw - Southpaw (1998)
- Thore Skogman - Än Är Det Drag (1998)
- Nikolo Kotzev - Nikolo Kotzev's Nostradamus (2001)
- Brazen Abbot - Guilty as Sin (2003)
- Last Autumn's Dream - Last Autumn's Dream (2003)
- Europe - Start from the Dark (2004)
- Europe - Secret Society (2006)
- Europe - Almost Unplugged (2008)